# Asota discolor
Asota discolor är en fjärilsart som beskrevs av Rothschild 1897. Asota discolor ingår i släktet Asota och familjen nattflyn. Inga underarter finns listade i Catalogue of Life.